# Godefroi Cavaignac
Pour les articles homonymes, voir Cavaignac.
Ne doit pas être confondu avec Jacques Marie Eugène Godefroy Cavaignac.
Jacques Éléonore Louis Godefroy Cavaignac, né à Paris le 30 mai 1800 et mort le 5 mai 1845, est un nouvelliste et journaliste républicain, principal opposant à la monarchie de Juillet.

## Biographie

### Enfance et Jeunesse
Né le 10 prairial an VIII (le 30 mai 1800), Godefroy Cavaignac est le fils de Jean-Baptiste Cavaignac, député à la Convention, et de Marie-Julie de Corancez appelée Juliette, et le frère aîné de Louis-Eugène Cavaignac. Son père ayant été nommé directeur des Domaines, de l'Enregistrement et des Eaux et Forêts du royaume de Naples auprès de Joseph Bonaparte puis de Joachim Murat, il y passe son enfance de 1808 à 1812. À la Restauration, son père doit quitter la France en tant que régicide. Il s’exilera à Bruxelles. Sa mère reste à Paris avec ses trois enfants, vivant dans une semi-pauvreté. Il entre au collège Sainte-Barbe puis suit des études de droit.
Il est d’abord journaliste à La Tribune des Départements d’Armand Marrast et fait partie de la société Aide-toi, le ciel t’aidera créée en 1827 pour, faire gagner le plus grand nombre de sièges aux députés libéraux aux prochaines élections. C’est dans la maison qu'il partage avec son frère Eugène, rue de Sèvres, que se retrouvent les étudiants républicains cherchant à politiser les ouvriers des quartiers populaires (Saint-Marcel et Saint-Victor).

### Révolution de Juillet

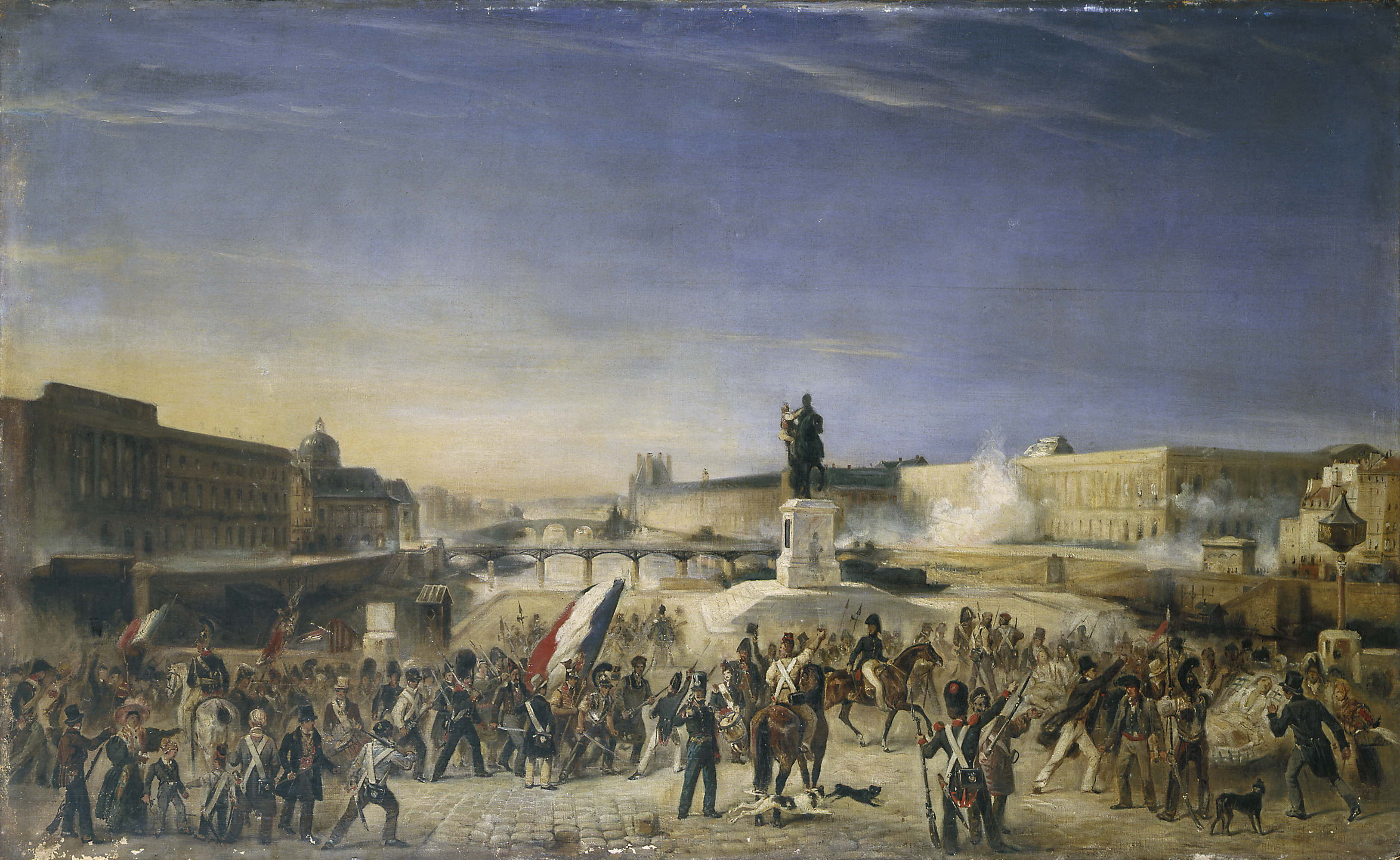
Attaque du Louvre le 29 juillet 1830, musée Carnavalet.

En juillet 1830 il participe activement aux Trois Glorieuses et à la prise du Louvre avec un groupe d’étudiants partis du Panthéon le 29 juillet à 7 heures du matin.
Le soir du 31 juillet, Adolphe Thiers, par crainte des troubles, amène les chefs républicains militaires (Bastide, Cavaignac, Charles Thomas, Guinard et Joubert) au Palais-Royal saluer le duc d'Orléans, qui venait d’être nommé Lieutenant-général du Royaume : « Par cette visite au Palais-Royal, les républicains acceptaient le fait accompli. Des deux côtés on fut très poli. Godefroy Cavaignac dit à Prosper Duvergier de Hauranne qui louait l'abnégation des républicains : « Vous avez tort de nous remercier ; Nous n'avons cédé que parce que nous n'étions pas en force. Il était trop difficile de faire comprendre au peuple qui avait combattu au cri de « Vive la Charte ! » que son premier acte, après sa victoire, devait être de s'armer pour la détruire. Plus tard ce sera différent » ».

### Monarchie de Juillet
Après l’avènement de la monarchie de Juillet, il est nommé officier d'artillerie dans la Garde nationale par La Fayette. Tout en continuant d’écrire dans La Tribune des Départements, il est membre de trois sociétés rassemblant tous les déçus de la révolution : la Société des amis du peuple, la Société des droits de l'homme et l’Association en faveur de la presse patriote (délégué du département de la Seine pour cette association). Durant les premiers temps de la monarchie de Juillet, avant que la loi sur les associations ne soit durcie, ils peuvent se réunir publiquement.

### Procès de 1831

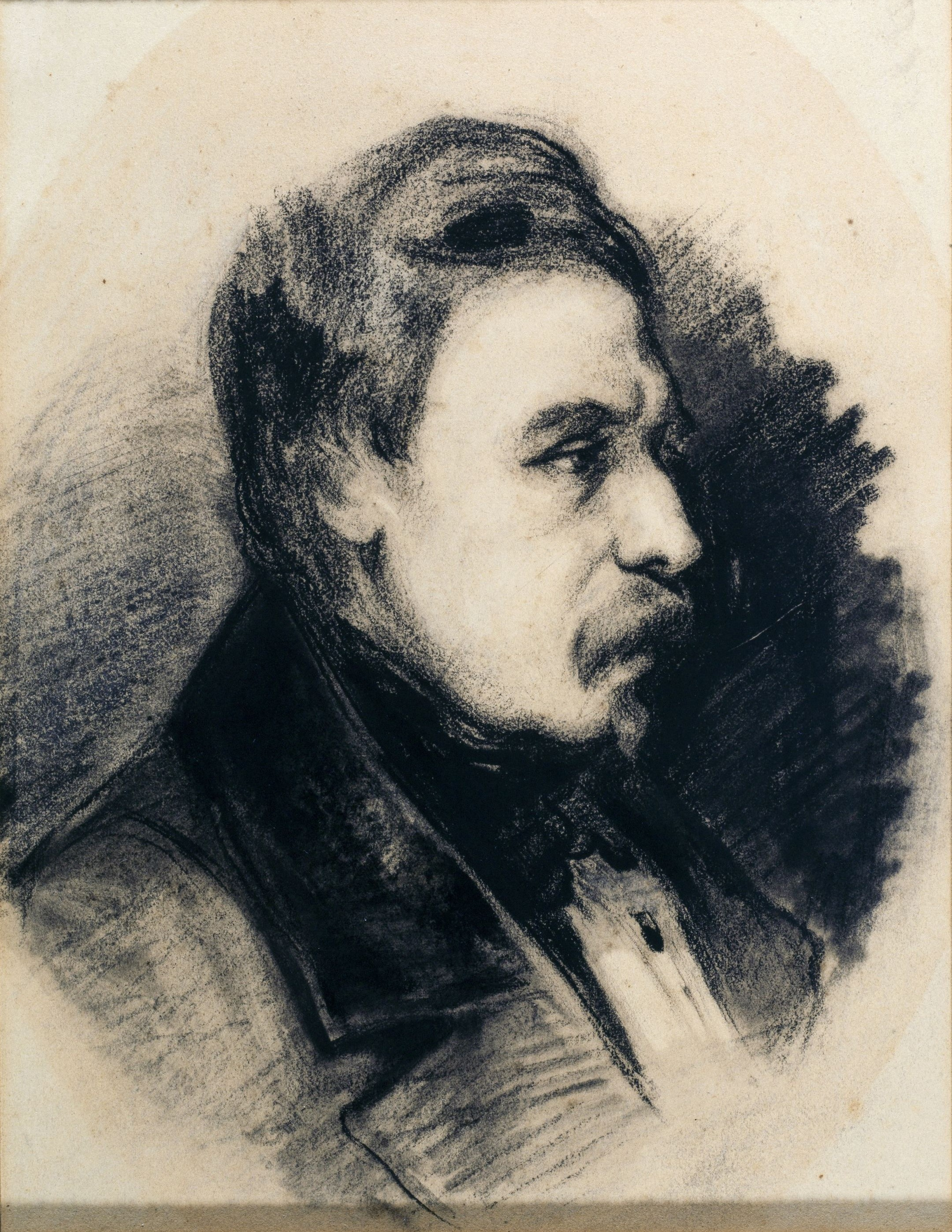
Portrait de Godefroy Cavaignac dessiné par Philippe-Auguste Jeanron, musée Carnavalet.

En avril 1831, Godefroy Cavaignac et Ulysse Trélat, ainsi que huit autres républicains, sont accusés d'avoir tenté une insurrection républicaine au moment de la démission du général La Fayette, coïncidant avec le procès des ministres de Charles X. L'avocat Michel de Bourges les défend dans ce procès mais n'empêchera pas Godefroy Cavaignac de faire de son procès une tribune pour ses idées : « Je le déclare sans affectation comme sans crainte, de cœur et de conviction : Je suis républicain. » Il se trouvera comme alibi que les républicains n’ont nul besoin de comploter (contrairement aux bonapartistes et aux légitimistes) puisque la République est inéluctable : « Nous vivons dans le siècle des gouvernements suicides. La monarchie fera nos affaires ; elle s'épuisera à [notre] place ; elle conspirera pour [nous] (citant La Fayette). […] Nous ne conspirons pas, nous nous tenons prêts ». Il explique en quoi il n’est pas d’accord avec la monarchie de Juillet : « Et qu'on ne nous reproche pas à nous de ne pas nous être ralliés à un fait accompli, le gouvernement actuel. […] que voyons nous depuis juillet ? Quel intérêt veut-on que des hommes jeunes et de bonne foi prennent sérieusement à toutes ces vieilleries de la restauration, qu'on s'efforce de déguiser sous quelques mots plus ou moins neufs ? ». Il reproche à l’actuel gouvernement de ne pas être intervenu en faveur de la Pologne et de l'Italie. Il considère qu’il est du devoir de la France de libérer les peuples du despotisme. Acquitté avec ses coaccusés, il fut porté en triomphe par plus de trois mille manifestants et, le soir, un grand nombre de maisons furent illuminées.
Son plaidoyer lui permit d’acquérir une immense renommée dans toute la France, au point, qu’Armand Barbès, arrivé à Paris en 1832, répondra à Étienne Arago, qui lui proposait de le faire entrer gratuitement à son théâtre : « Monsieur, je viens à Paris pour m'instruire, mais aussi pour mettre au service de la cause démocratique ma fortune, mon sang, ma vie. Mon plus grand désir est d'être présenté à Godeffroi Cavaignac ».

### Sainte-Pélagie
En 1834, la Société des droits de l'homme se consacre à entretenir une agitation aussi républicaine que permanente contre la monarchie de Juillet. Ses têtes pensantes sont les deux frères François et Étienne Arago, Louis Blanc, Victor Schœlcher, Ledru-Rollin, Blanqui et Cavaignac. Ils organisent la nuit d'émeutes du 15 avril 1834[réf. souhaitée], pendant laquelle douze habitants d'un immeuble de la rue Transnonain, d'où était parti un coup de feu, furent massacrés par l'armée.
Le 16 avril 1834, 164 « conjurés » sont arrêtés et transférés à la prison de Sainte-Pélagie. Godefroy parvient à se cacher chez des amis durant plusieurs mois. Il se rend de lui-même à Sainte-Pélagie le 23 février 1835. Le procès des conjurés eut lieu le 5 mai 1835 devant la Chambre des pairs qui refusent aux prisonniers le droit de s’exprimer pour se défendre. Les accusés refusent de comparaître. Ils sont jugés et condamnés sur pièce à la déportation.
Le 12 juillet 1835, Godefroy organise « la grande évasion » en sortant avec 26 autres prisonniers (dont Armand Marrast et Joseph Guinard) de cette prison parisienne pourtant réputée « infranchissable », grâce à un souterrain dégagé sous la prison et donnant accès au jardin d’une maison mitoyenne. Armand Barbès les y attendait, s’assurant que la propriétaire de la maison ne donne pas l’alerte.

### Exil

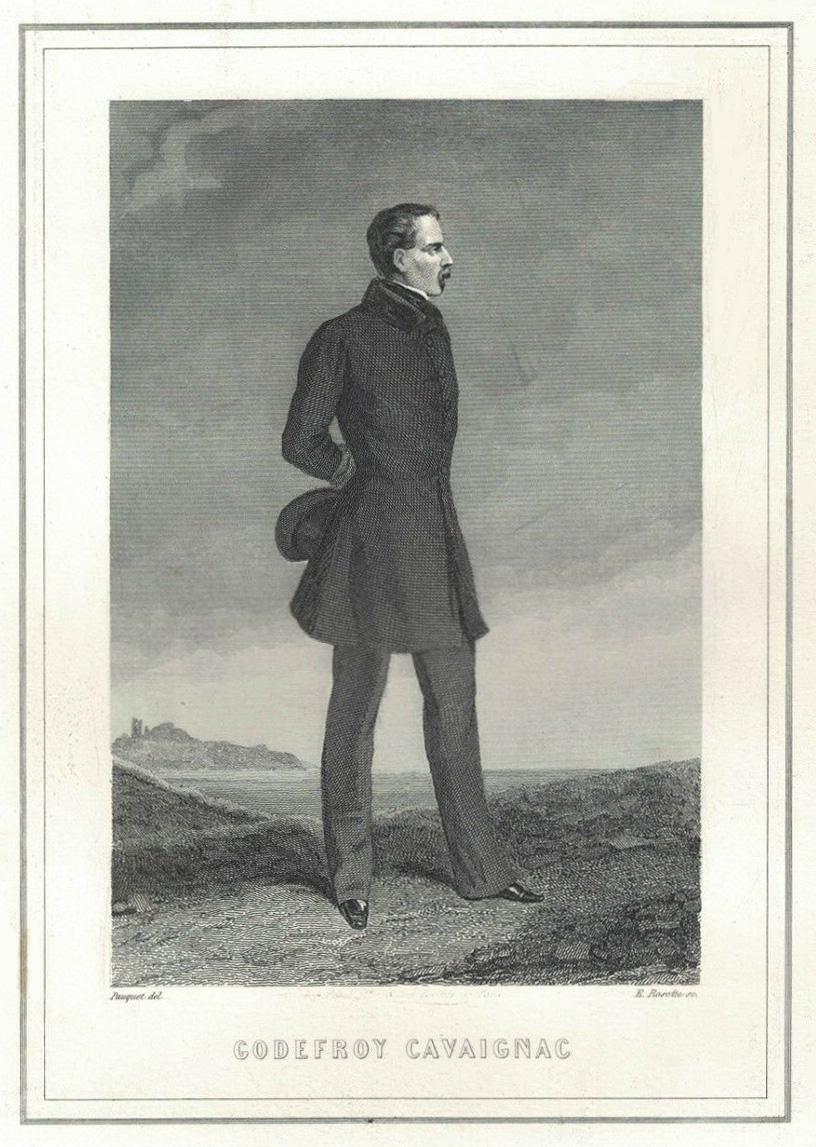
Godefroi Cavaignac.

Il se cache quelques jours à Paris avant de s'enfuir en Angleterre, après l’attentat de Fieschi le 28 juillet 1835, auquel on l’accuse d’avoir participé en fournissant des armes aux conspirateurs. Il partage son exil avec Armand Marrast et Joseph Guinard. Entre 1836 et 1837, rejoints par Étienne Cabet, ils forment un comité secret républicain qui inquiète le ministre de l’Intérieur français, qui écrit au préfet de Nantes : « Monsieur le Préfet, on assure, que les condamnés politiques réfugiés à Londres, notamment les Srs Cavaignac, Marrast et Cabet, entretiennent une active correspondance avec les principaux membres des sociétés anarchiques [les sections départementales de la Société des droits de l’homme] dans les grandes villes de France. (…) ils voudraient introduire chez nous l'usage de ces nombreuses réunions d'ouvriers qui se tiennent si fréquemment en Angleterre, afin de faire prendre insensiblement aux classes laborieuses une attitude menaçante pour la tranquillité publique ».
En 1836 à Londres, il rencontre Armand Carrel. Ils ont une longue discussion où il dément avoir fourni des armes à Fieschi contrairement à ce qui avait été écrit dans Le National. À partir de juillet 1836, après la mort d’Armand Carrel au cours de son duel avec Émile de Girardin, le nouveau directeur du National lui propose une collaboration. Il envoie, irrégulièrement, quelques articles, notamment sur la situation des ouvriers en Angleterre et en Irlande.

### La Réforme

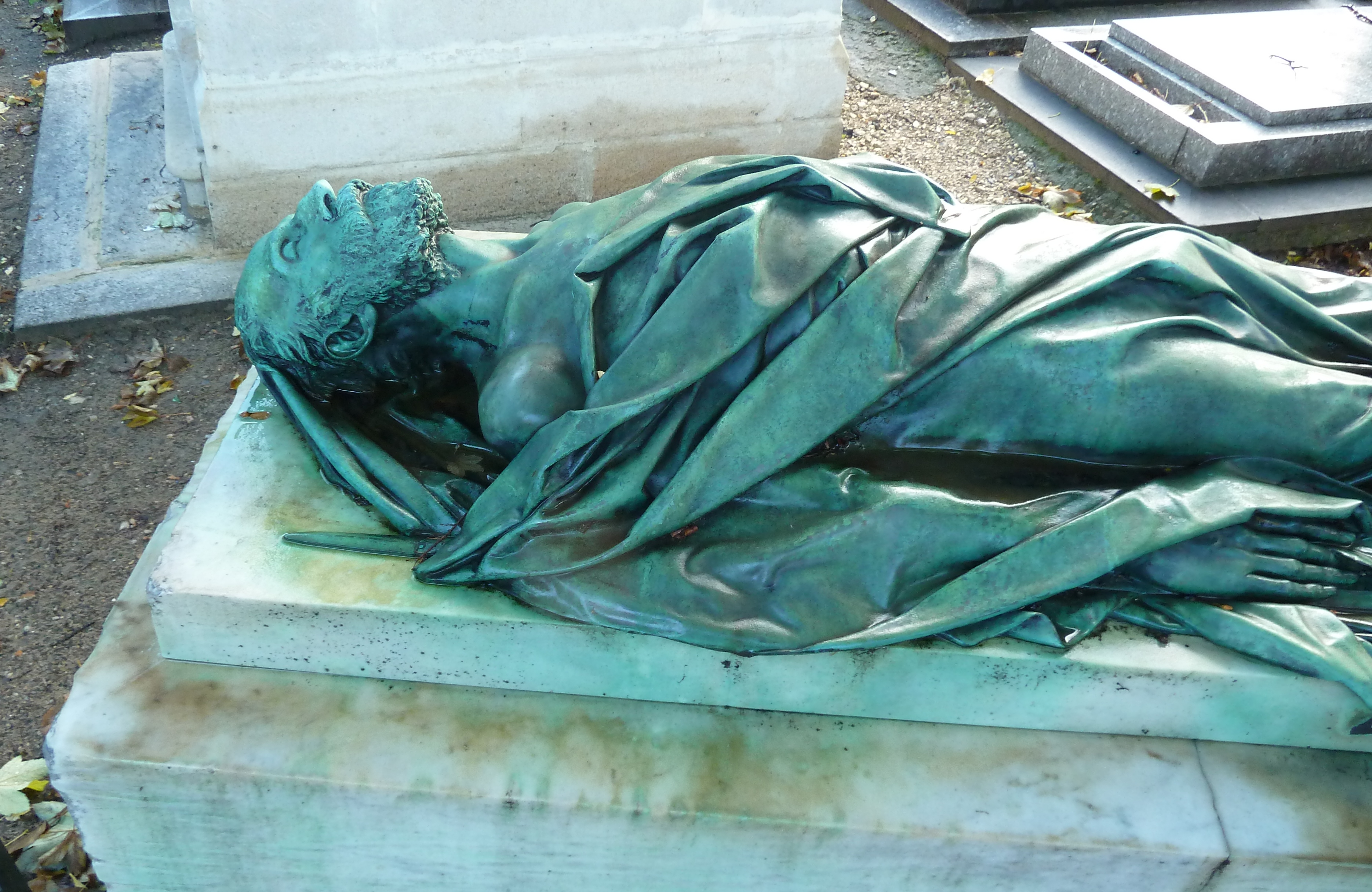
Gisant au cimetière de Montmartre.

Godefroy Cavaignac rentre d’exil en avril 1840. Pour ne pas être inquiété par le gouvernement, il laisse croire que les sociétés républicaines ont été anéanties : « Croyant trouver le parti aussi actif qu'autrefois, mon étonnement fut grand de voir les républicains apaisés, amollis ». Il se lie d’amitié avec le jeune Louis Blanc qui vient de terminer son Histoire de dix ans sur la révolution de Juillet et les républicains.
En 1843, il participe à la création du journal La Réforme, dont Ledru-Rollin et Jacques Laffitte sont les principaux bailleurs de fonds, et qu'il codirige avec Ferdinand Flocon.
Après une longue maladie (une pleurésie), il meurt le 5 mai 1845. Ses amis républicains lui feront de grandes funérailles au cimetière de Montmartre, où il sera gratifié d'un gisant en bronze de François Rude et d'Ernest Christophe.

## Publications
- Une tuerie de cosaques, scènes d’invasion, roman, Charles-Bechet Libraire, Werdet Éditeur, Paris, 1831.
- Introduction à l’ouvrage collectif Paris révolutionnaire, Paris, Guillaumin, 1833.
- Romans militaires, Vanier Éditeur 1868. Recueil de nouvelles comprenant Une tuerie de cosaques, Un jeune homme d’autrefois, Une rencontre, Est-ce vous ?, Les deux dragons, Episodes de juillet 1830 et Une scène à la Salpétrière.

## Postérité

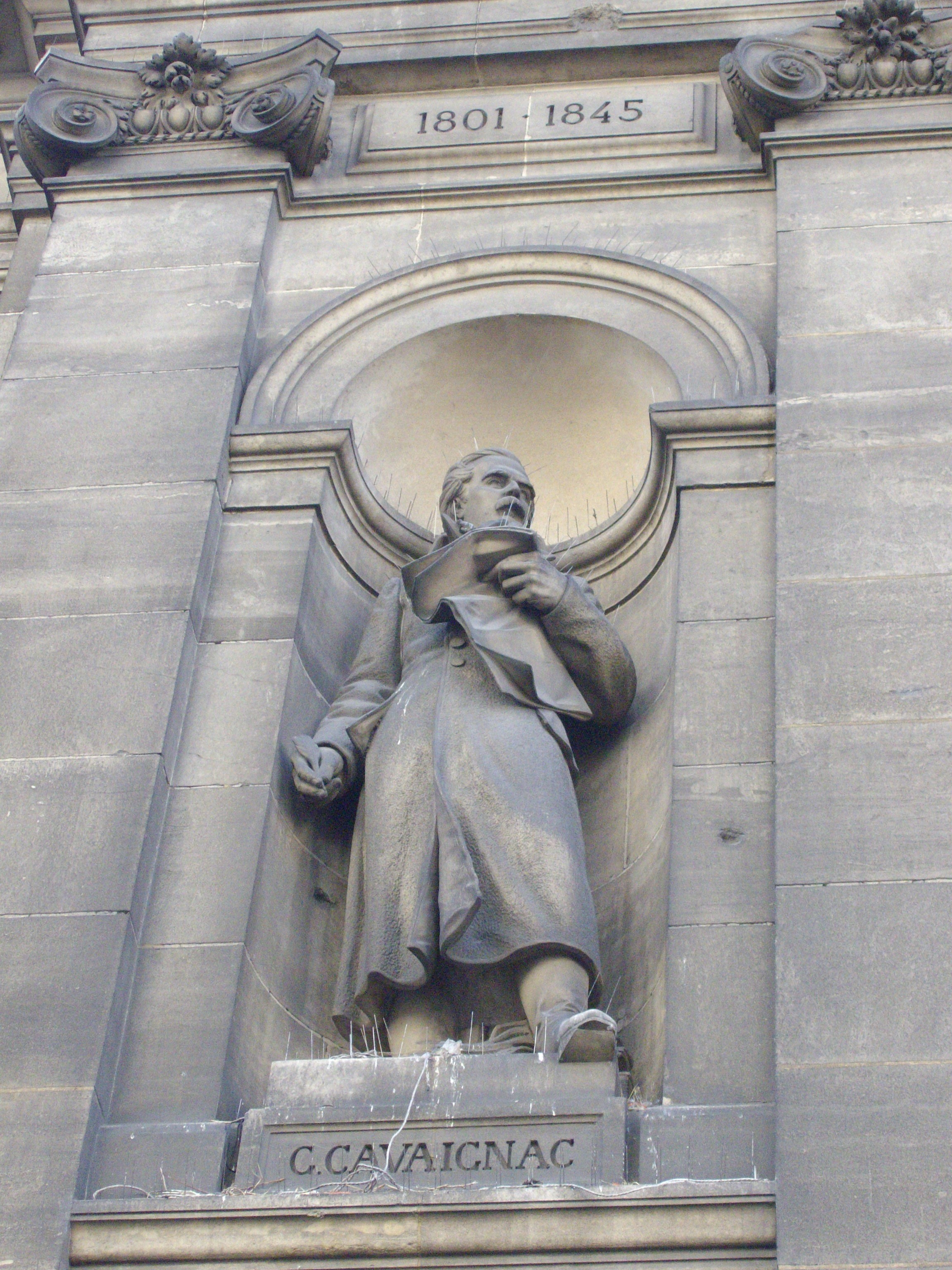
Statue de Godefroy Cavaignac sur la façade latérale (rue Rivoli) de l'Hôtel de ville de Paris.

- Une rue située dans le 11e arrondissement de Paris, porte son nom.
- Une avenue située dans Saint-Maur-des-Fossés, porte son nom.

### Iconographie
- Portrait de Godefroy Cavaignac par David d'Angers, dans : Revue Historique et Archéologique du Maine, Le Mans, 2005, t.CLVI p. 81.
- Portrait de Godefroy Cavaignac par Jean-Charles Langlois, 1839, huile sur toile conservée au château de Versailles.